# Bergamotto di Reggio Calabria - Olio essenziale
Il Bergamotto di Reggio Calabria - Olio essenziale è un olio essenziale ottenuto dal bergamotto a Denominazione di origine protetta.

## Storia

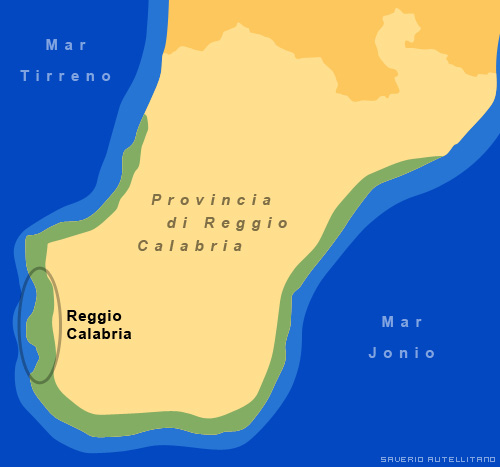
Mappa dell'area di produzione

Il servizio di verifica delle caratteristiche chimico-analitiche, organolettiche e di genuinità del prodotto marchiato DOP è stato affidato fino alla fine del 2012 alla Stazione Sperimentale per le Industrie delle Essenze e dei Derivati dagli Agrumi (Decreto Ministeriale 15 novembre 2005, n. 66456).
La situazione del marchio Bergamotto di Reggio Calabria (DOP), a rischio a causa del pregresso commissariamento della SSEA e rimasta sostanzialmente inalterata in seguito alla trasformazione della SSEA in azienda speciale della Camera di Commercio di Reggio Calabria, è stata ripristinata dal Ministero delle politiche agricole alimentari e forestali che con Decreto 15 nov. 2012 -pubblicato in Gazzetta Ufficiale n. 281 del 1 dicembre 2012- ha decretato l'affidamento dei controlli e verifiche necessarie per la denominazione di origine protetta, all'istituto certificatore denominato "ICEA - Istituto per la Certificazione Etica e Ambientale", sito in Bologna.